# Sân bay Győr-Pér

Sân bay Győr-Pér (tiếng Hungary: Győr-Pér repülőtér) (IATA: QGY, ICAO: LHPR) là một sân bay nằm bên quốc lộ 81, có cự ly khoảng 15 km so với trung tâm thành phố Györ.
Công ty phát triển sân bay Győr-Pér đã được lập năm 1994 để phát triển căn cứ không quân cũ thành sân bay quốc tế và khu vực.
Sân bay này có cự ly đường bộ như sau:
- So với Győr khoảng 10 phú ô tô.
- So với Vienna khoảng 50-70 phút ô tô.
- So với Budapest khoảng 50-60 phút ô tô.
- So với Bratislava khoảng 40-60 phút ô tô.